# Любов поета

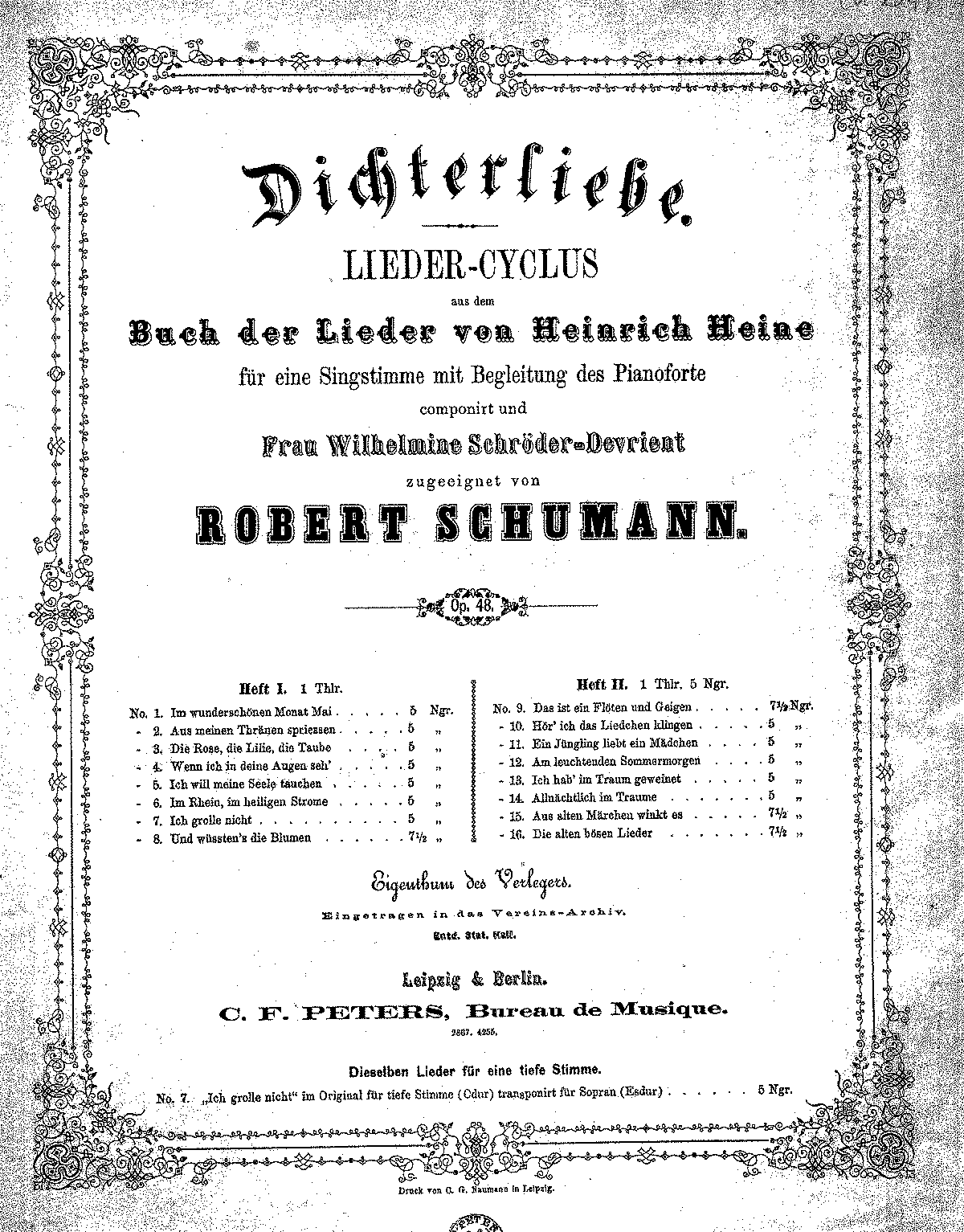
обкладинка першого видання вокального циклу «Любов поета» німецького композитора Роберта Шумана

Dichterliebe, «Любов поета» (створено у 1840), найбільш відомий вокальний цикл, написаний німецьким композитором Робертом Шуманом (Твір 48). Віршована частина складається з 16 пісень, відібраних з поетичної збірки «Ліричні Інтермецо» німецького поета Генріха Гейне, написаних у 1822–23.

## Українські переклади
Найбільш відомими перекладами «Ліричних інтермецо» Г.Гейне до вокального циклу «Любов поета» були переклади Лесі Українки, Олекси Новицького та Юрія Отрошенка..

## Пісенний цикл
Гейне не давав назв віршам з цього циклу, відтак вони збігаються з першими рядками їхніх строф. Український текст дається у перекладі Олекси Новицького.
№ 1 «У сяйві теплих травня днів».

У сяйві теплих травня днів 

Тремтять гілки бубнові.

В мені тоді проснулось 

Палке чуття любові.

У сяйві теплих травня днів

Дзвенять пташині звуки,

І я повідав милій 

Любові перші муки.

№ 2 «Вінок пахучих квітів». 

Вінок пахучих квітів

Від сліз розцвітає моїх.

Моє зітхання в співах

Розкажуть солов'ї.

І ось за любов я хочу 

Квіти тобі віддать. 

Хай же співи і щебетання

В саду твоїм дзвенять! 

№ 3 «Троянди і лілії і сонця сіяння» . 

Троянди і лілії і сонця сіяння 

В мені ви збудили чуттів палання. 

Я вас позабув, захоплений нею. 

І жив я, і вірив, що буде моєю. 

Любові в ній одне сіяння

Троянди і сонця і птиць щебетання. 

Захоплений нею, живу в ній і дишу, 

Люблю найніжнішу, 

Люблю її.

№ 4 «Побачу зір очей твоїх» . 

Побачу зір очей твоїх -

І стогін мій в душі затих. 

О скільки сил дає живий 

Мені цілунок твій палкий!

Схиляюсь я до вуст твоїх, 

І кличе даль ясних доріг, 

І кажеш ти: 

Люблю! Твоя…

І гірко, гірко плачу я…
№ 5 «В квітках білосніжних лілій». 

В квітках білосніжних лілій 

Я сховаю душу мою. 

Нехай вони скажуть милій 

Як палко її люблю. 

І повен дрожем бажання 

В серці їй той спів звучить. 

Ніжніший від милування 

У зустрічі ясну мить.
№ 6 «Над Рейна світлим простором». 

Над Рейна світлим простором, 

Відбившись в дзеркалі вод, 

Величчям древнім гордим 

Високий замок встає… 

В тім замку є картина, що родить глибоке чуття. 

Осяяла світом дивним бурхливе моє життя. 

Мені той образ прекрасний нагадує він твої 

Голівку і очі і погляд твій щасний, 

Нагадує милу мою…

№ 7 «Не серджусь я». 

Не серджусь я, 

І гніву — ні, нема. 

Хоч і забула ти,

Хоч і забула ти. 

Та гніву — ні, 

Нема, нема. 

Горить вогнем краси ясний алмаз, 

Та в серці ніч, вже промінь там погас. 

Я все це знав, 

Не серджусь я, 

І гніву — ні, нема. 

Зловісний сон приснився:

В твоїй душі скрізь морок там таївся 

І бачив я в тобі жахливих змій,

Яка нещасна ти, о друже мій!

Не серджусь я,

Не серджусь я!
№ 8 «О квіти, якби ви вгадали». 

О квіти, якби ви вгадали 

Який у серденьку жаль. 

Вони б усі ридали 

І минула б вся печаль. 

Коли солов'ї узнали, 

Яку печаль я таю,

Вони б мені заспівали

Найкращу пісню свою. 

Коли зірки почують 

Зітхання і смуток мій, 

З небес прилетить до мене 

Тих зірок світлих рій. 

Вона лиш добре це знає, 

Але не зірки ясні. 

Та серце так терзає 

І день і ніч мені. 

№ 9 «І співом скрипка чарує». 

І співом скрипка чарує,

І сміхом флейти дзвенять,

І сміхом флейти дзвенять.

Кохана моя танцює,

Весільне на ній вбрання,

Весільне на ній вбрання.

Сурма звучить, закликає,

Сурма звучить, закликає. 

І спів і дзвін і сміх. 

Душа в печалі ридає,

Душа в печалі ридає,

Бо стогін скорботний в них.
№ 10 «Чую лиш дивні звуки». 

Чую лиш дивні звуки:

Її сумні пісні.

І серце тремтить від муки,

І тяжко так мені.

Як горем себе я змучу, 

Від слів втікаю в даль.

І змив сльозами горючими 

Душі гірку печаль.
№ 11 «Її він палко любить». 

Її він палко любить 

Та другий в око запав. 

Та другий любить вже другу -

Її за дружину взяв. 

А дівчина готова 

І з тим повік дружить,

Хто стрівся їй випадково,

І скорб юнака гнітить.

Хоч давня ця пісня, та має 

Права міцні свої.

Навік розбите серце 

Усіх, хто знав її.
№ 12 «Я ранком в саду стрічаю». 

Я ранком в саду стрічаю

Літнього сонця привіт. 

Киваючи, квіти шепочуть, 

Я їм мовчу в одвіт.

І ніжно усі і ласкаво 

Шепочуть квіти навкруг:

З нею не будь ти жорсткий,

Наш бідний, печальний друг.
№ 13 «Вві сні я гірко плакав». 

Вві сні я гірко плакав: 

Взяла тебе смерті імла.

Проснувся я безутішно, 

Сльоза за сльозою текла. 

Вві сні я гірко плакав: 

Навік ти від мене пішла. 

Проснувся я, та ще довго 

Сльоза за сльозою текла.

Вві сні я гірко плакав,

Я чув твою радість і сміх.

Проснувся я: сльози ллються,

Не можу втримати я їх.
№ 14 «Все сниться ночами образ твій».

Все сниться ночами образ твій.

Ти зориш привітно наче небо.

До тебе лину я сумний

І плачу біля тебе.

Туманить печаль погляд ясний, 

Голівка сумно твоя киває, 

І очі ласкаво зорять:

Перлини сліз роняють.

І слово тихо шепочеш ти.

Даруєш букет, букет кипарисний. 

Та сон пройшов…

Ну так де ж букет?

І слово те забуто.
№ 15 «Казок забутих давніх». 

Казок забутих давніх 

Підслухав голос десь.

Дзвенить він безубавний 

І манить в край чудес. 

Квіток же там багато,

Мов килимів без мір, 

І повен ароматом 

Святковий їх убір. 

Там ліс співа зелений

Пісні прадавніх літ, 

А вітер тут щоденно 

Несе йому одвіт. 

І тінь дідів-туманів 

Стає із-над землі,

І хоровод танцює 

У місячній імлі.

Листочки всі сіяють 

У іскрах голубих,

І вогники мелькають 

У пущах лісових.

Струмок біжить і грає 

Від мраморних громад,

Красу він відбиває, 

Алмазний водопад.

Ах, ах! 

Коли вже міг піти я 

В той край, де мріє він.

Забуть печаль, любові

Не знать, журби і сліз.

Вві сні той край сіяє 

У блиску золотім,

Та вранці відлітає 

Мана прадавніх мрій.

№ 16 «Пісні, які ви люті!». 

Пісні, які ви люті!

Підступний сон страшний!

Хай вас в труні сховають — 

Знойдете супокій.

Що в ній іще покрито

Я хочу це втаїть.

Гайдельберзькой діжки 

Повинні більш вмістить

Дошки міцних носилок.

Надійніш мусять буть,

Ніж «Майнцький міст» над Рейном — 

Про це ти не забудь.

І велетнів дванадцять

Здолають вмить простор. 

Сильніше треба бути, 

Ніж Кельна Христофор. 

Труну — в глибину морськую.

Опустять її на дно.

В труні тій місце море 

Судилося одно… 

Що в тій труні закрито 

Від вас я не таю: 

Навік я поховав там 

Любов і скорб мою.

## Записи
Українською мовою (переклад О.Новицького) вокальний цикл «Любов поета» Р.Шумана у виконанні соліста Київського театру опери та балету Миколи Фокіна та піаніста Натана Шульмана був записаний у 1956 році для Українського радіо.